# Pamiętnik Karoliny
Pamiętnik Karoliny – pierwszy album solowy Józefa Skrzeka, który został wydany w 1978 roku przez Pronit (SLP 4003). 
W tym samym roku nakładem Wifonu ukazała się także kasetę magnetofonową (NK-506), lecz tym razem z inną okładką.
Na płytach kompaktowych ukazały się reedycje następujących wydawnictw: Oskar (1025 CD, 2005) z serii Legends Of Polish Progressive Rock, Metal Mind Productions (MMP CD 0535 DG, 2009) i Gad Records (GAD CD 315, 27 września 2024), wzbogacona o nagrania z singla Tonpressu Szczęśliwi z miasta N. (S-123)) i wczesne miksy utworów. W 2007 roku Pamiętnik Karoliny ukazał się także w boxie Józefa Skrzeka, zatytułowanym Viator 1973–2007 (Metal Mind Productions – MMP 20 CD BOX 001).

## Historia
Nagrany w kwietniu 1978 roku w Polskim Radiu Opole, Pamiętnik Karoliny w czasie wolnym od intensywnych tras koncertowych jego grupy SBB. Był pierwszym pełnowymiarowym projektem solowym Józefa Skrzeka, który korzystając z możliwości wielośladowych magnetofonów. W pojedynkę nagrał wszystkie partie instrumentów i partie wokalne (łącznie 22). 
Materiał ten – to zbiór dziesięciu, małych dźwiękowych pejzaży muzycznych – każdy odmienny jeśli chodzi o klimat, barwę i charakter aranżacji. Tematy te zestawione w jedną całość, opowiadały o teraźniejszym i przyszłym życiu dwuletniej dziewczynki, Karoliny.
A jest to postać autentyczna, ponieważ była to córka, jednego z obecnych przy nagraniu techników i znajdująca się razem z nim w studiu nagraniowym.

## Opis zawartości albumu[6]
Płytę rozpoczyna więc głos kilkumiesięcznego noworodka, wydającego dźwięki zniecierpliwienia, graniczące z płaczem. W tle pojawia się sekwencja zagrana na mooga w nastrojowej, prawie ckliwej formie. Józef Skrzek nie był wtedy ojcem, lecz zastana sytuacja, zbliżyła go do pojęcia bycia nim, co odzwierciedla poruszająca muzyka oparta na uczuciach. Gaworzenie dziecka powraca wraz z delikatnym fortepianowo-syntezatorowym tłem, powoli przechodząc w kolejny, muzyczny temat.
Zabawki to dźwiękowa opowieść o przedszkolnych latach za pomocą popularnej, ludowej melodii, zatytułowanej Kukułeczka, która odzwierciedla tutaj prostolinijność i beztroskę dzieciństwa, co dodatkowo wzmacnia efekt pozytywki wygrywającej melodię z dziecinnej zabawki, gdzie po kolejnym powtórzeniu, folklorystyczna transkrypcja tego utworu, przeistacza się w gęstniejącą ścianą dźwięków, rozpisaną na baterię bardzo różnych instrumentów muzycznych (pozytywkę z melodyjką Kukułeczki, Skrzek odnalazł w archiwum radiowych podczas nagrywania płyty). 
Do fragmentu pt. Szkoła, muzyk zaprosił chór dziecięcy z Kędzierzyna Koźla, działający pod nazwą „Tralalinki", których śpiew wspomaga cała gama przeróżnych odgłosów. A to: perkusyjnych odgłosów, a to gwizdka czy harmonijki ustnej. Ponieważ Szkoła to ciekawość świata i po części ciąg dalszy zabaw wczesnego dzieciństwa - kolejna porcja szkolnych odgłosów, scala ten utwór z rozpoczynającym się tematem Przyjaźń, gdzie wiodącą partię przejmuje fortepian elektryczny Fendera, do którego po kolei dołączają miękkie brzmienia syntezatorów. 
Przyjaźń w tym wydaniu pokazana jest jako czysta, uduchowiona, prawdziwa... 
Miłość otrzymuje wzniosłą, prawie patetyczną oprawę organów piszczałkowych, których brzmienie Skrzek nagrał w opolskiej szkole muzycznej. 
To także jedyny fragment okraszony tekstem poety Juliana Mateja – i jest to typowo poetyckie ujęcie tematu, czyli wyznania zakochanego w formie quasi-modlitwy chcącego aby osoba, którą kocha, była z nim zawsze i wszędzie. W tym też momencie jako podkład słychać syntezatory Mooga, snujące poświatę dźwiękowego gobelinu, zaś gdy głos Skrzeka milknie powraca dźwięk organów. Muzyk uznaje ten fragment za póbkę czegoś zbliżonego do muzyki filmowej. 
Zestaw rozedrganych efektów dźwiękowych i keyboardowych rozjazdów, stanowią intro z którego wychodzi, powtarzający się w kółko, oparty na kilku akordach, muzyczny motyw – okraszany solówkami syntezatora Mooga po pewnym czasie wzmocnionych progresywnie brzmiącą partią perkusji i ciężką, rockową oprawą, umiejętnie wkomponowaną w typowo elektroniczne pejzaże i zaskakująco zakończone efektami zgranymi z sali koncertowej filharmonii podczas strojenia instrumentów, wraz ze szmerem rozmów widowni... 
Jest to wprowadzenie do kolejnego fragmentu zatytułowanego Koncert, który rozpoczyna wirtuozowska partia, zagrana na fortepianie akustycznym. Jest to impresja wspartą subtelnymi barwami syntezatora, podkreślona w pewnym momencie pompatycznym brzmieniem kotłów... Tę ilustrację dźwiękową można odczytać jako podpowiedź na temat – jaką drogę obierze tytułowa Karolina w dorosłym życiu, ewentualnie metafora, że dorosłe życie jest jak koncert i nikt nie wie jak je zagramy, a i tak ocenią je inni ludzie po jego odegraniu... A ten, jak życzy Karolinie sam autor tego poematu dźwiękowego, finalizuje burza oklasków. 
Szczęście urzeka czarem, czymś uwodzicielskim i jest upajające. Tenże klimat oddaje sącząca się leniwie na pograniczu jazzu w stylu Krzysztofa Komedy melodia z domieszką psychodelii i okraszona zmysłową, żeńską wokalizą (w typowym dla lat 70. stylu), chórku gdzie wychwycić można też i samego Skrzeka – brzmiącej równie frywolnie gitary basowej...
Bicie kościelnych dzwonów (muzyk wplótł nagranie dzwonów z francuskich kościołów) rozpoczyna przedostatni muzyczny fragment na płycie, tj. Świat – najbardziej progresywny temat odmalowujący ogrom tego co nas czeka człowieka na jego drodze życiowej, a więc: wielość perspektyw, mnogość różnych ścieżek, którymi może podążyć itd.  
Utwór Karolina spina klamrą całą opowieść i zarazem pamiętnik kluczowych wydarzeń w życiu człowieka. Życie zatacza koło, stąd głosik dziewczynki słychać na tle podjętej na nowo melodii z utworu Narodziny. Te dziecięce opowieści – jak i niewinność na tle urokliwej muzyki Józefa Skrzeka, staje się przejmującą alegorią szczęśliwego dzieciństwa. 
Życie według koncepcji zawartej na albumie stanowi ciąg zdarzeń zazębiających się niczym w układance, co pokazuje zdjęcie Karoliny na okładce – podzielone jest na takie puzzlowe elementy.

## Lista utworów[1][2]
Strona A
1. „Narodziny” – 2:15
2. „Zabawki” – 2:35
3. „Szkoła” – 3:35
4. „Przyjaźń” – 4:06
5. „Miłość” – 6:30

Strona B
1. „Przygoda” – 5:50
2. „Koncert” – 4:15
3. „Szczęście” – 4:10
4. „Świat” – 3:20
5. „Karolina” – 2:15

- Muzyka i aranżacje: Józef Skrzek
- Słowa: Julian Matej (A5)
- Nagrano w dniach 17-23 kwietnia 1978 roku w PR Opole

Bonusy na reedycji kompaktowej, wydanej nakładem wydawnictwa Oskar (1025 CD, 2005) z serii Legends Of Polish Progressive Rock
1. „Szczęśliwi z miasta N.” – 4:55
2. „Zatoka nadziei” – 3:22
3. „Etiuda rodzinna” – 3:06
4. „Słodkie oczekiwanie” – 4:12
5. „Owoc miłości” – 4:48
6. „Przejście przez czas” – 5:00
7. „Andantino x107” – 4:50

- Muzyka i aranżacje: Józef Skrzek
- Utwory Szczęśliwi z miasta N. i Andantino x107 nagrano w kwietniu 1978 roku w PR Opole – w 1979 roku utwory te wydano na singlu, wydanym przez Tonpress (S-123)[3]

Bonusy na reedycji kompaktowej, wydanej nakładem wydawnictwa Metal Mind Productions (MMP CD 0535 DG, 2009)
1. „Na 1013 kilometrze” – 3:23
2. „Klawesynek” – 3:26
3. „Nieco liryczny tercet” – 3:55
4. „Krakatau” – 6:10
5. „Zatoka nadziei” – 3:26
6. „Tuż nad kanałem ulgi” – 4:41
7. „Perliste żeglowanie” – 4:53
8. „Zwierciadło królowej śniegu” – 4:33
9. „Kołysanka dla Aluni” – 3:32

- Muzyka i aranżacje: Józef Skrzek
- Niepublikowany longplay Na 1013 Kilometrze. Utwory nagrano w PR Opole w latach 1978–1979
- „Kołysanka dla Aluni” – muzyka i słowa: Mieczysław Wolny; Krystyna Stęsłowska (śpiew)
- W utworze Tuż nad kanałem ulgi, J. Skrzekowi towarzyszyli: Apostolis Anthimos (gitara) i Jerzy Piotrowski (perkusja)
- W utworze Perliste żeglowanie na flecie zagrał Mieczysław Wolny

Bonusy na reedycji kompaktowej, wydanej nakładem wydawnictwa Gad Records (GAD CD 315, 2024)
1. Szczęśliwi z miasta N.
2. Andantino x107
3. Narodziny (early mix)
4. Świat (early mix)
5. Szczęśliwi z miasta N. (early mix)

- Muzyka: Józef Skrzek
- Utwory Szczęśliwi z miasta N. i Andantino x107 nagrano w kwietniu 1978 roku w PR Opole – w 1979 roku utwory te wydano na singlu wydanym przez Tonpress (S-123)[3]

## Twórcy
- Józef Skrzek – fortepian, fortepian elektryczny Fendera, clavinet Hohnera, melotron, polymoog, minimoog, micromoog, sonic six-moog, syntezator Sony 6, organy, dzwony, gitara, harmonijka ustna, perkusja, instrumenty perkusyjne, śpiew, chórki
- Chór Dziecięcy „Tralalinki” z Kędzierzyna-Koźla (A3)
- Zbigniew Malicki – projekt graficzny
- Ryszard Łabus – zdjęcia
- Dariusz Michalski – notka
- Władysław Gawroński, Renata Szybka – realizacja dźwięku
- Kierownik produkcji - Iwona Thierry

## Reedycja wydawnictwa Oskar (2005)
- Andrzej Kupczyk, Michał Wesołowski, Witold Andree – projekt graficzny
- Marek Wesołowski – zdjęcia
- Michał Wilczyński – notka
- Marcin Mikulski – mastering

## Reedycja wydawnictwa Gad Records (2022)[potrzebnyprzypis]
- Michał Wilczyński – producent reedycji
- Łukasz Hernik – współproducent
- Przemysław Pomarański – obróbka zdjęć